# The War on Drugs

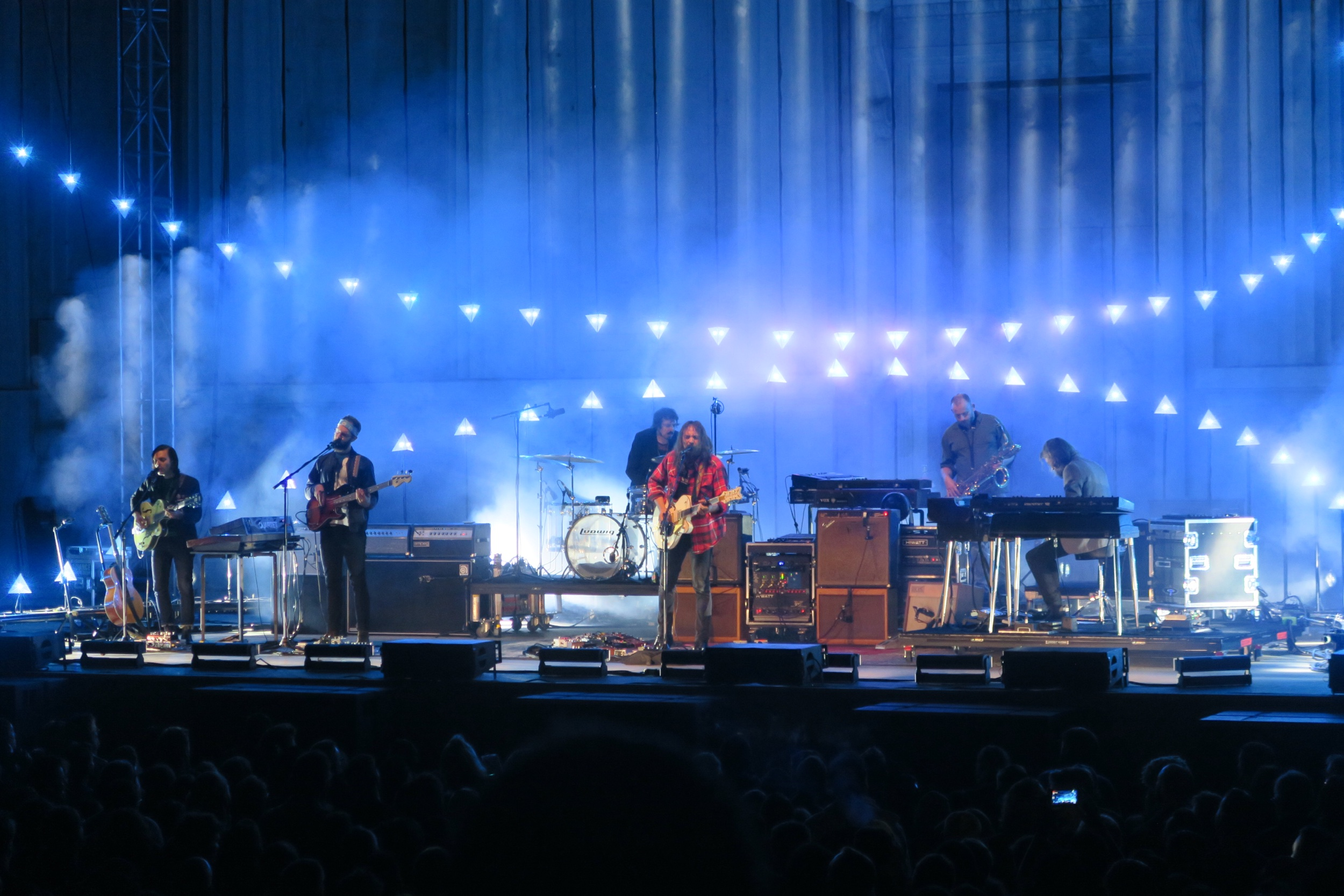
Koncert The War on Drugs w Hearst Greek Theatre, 2017

The War on Drugs – amerykański zespół rockowy, pochodzący z Filadelfii (stan Pensylwania, Stany Zjednoczone), założony w 2005 roku. W skład zespołu wchodzą: Adam Granduciel (wokal, gitara), David Hartley (gitara basowa), Robbie Bennett (instrumenty klawiszowe), Charlie Hall (perkusja), Jon Natchez (saksofon, instrumenty klawiszowe), Anthony LaMarca (gitara) i Eliza Hardy Jones (perkusja, instrumenty klawiszowe).

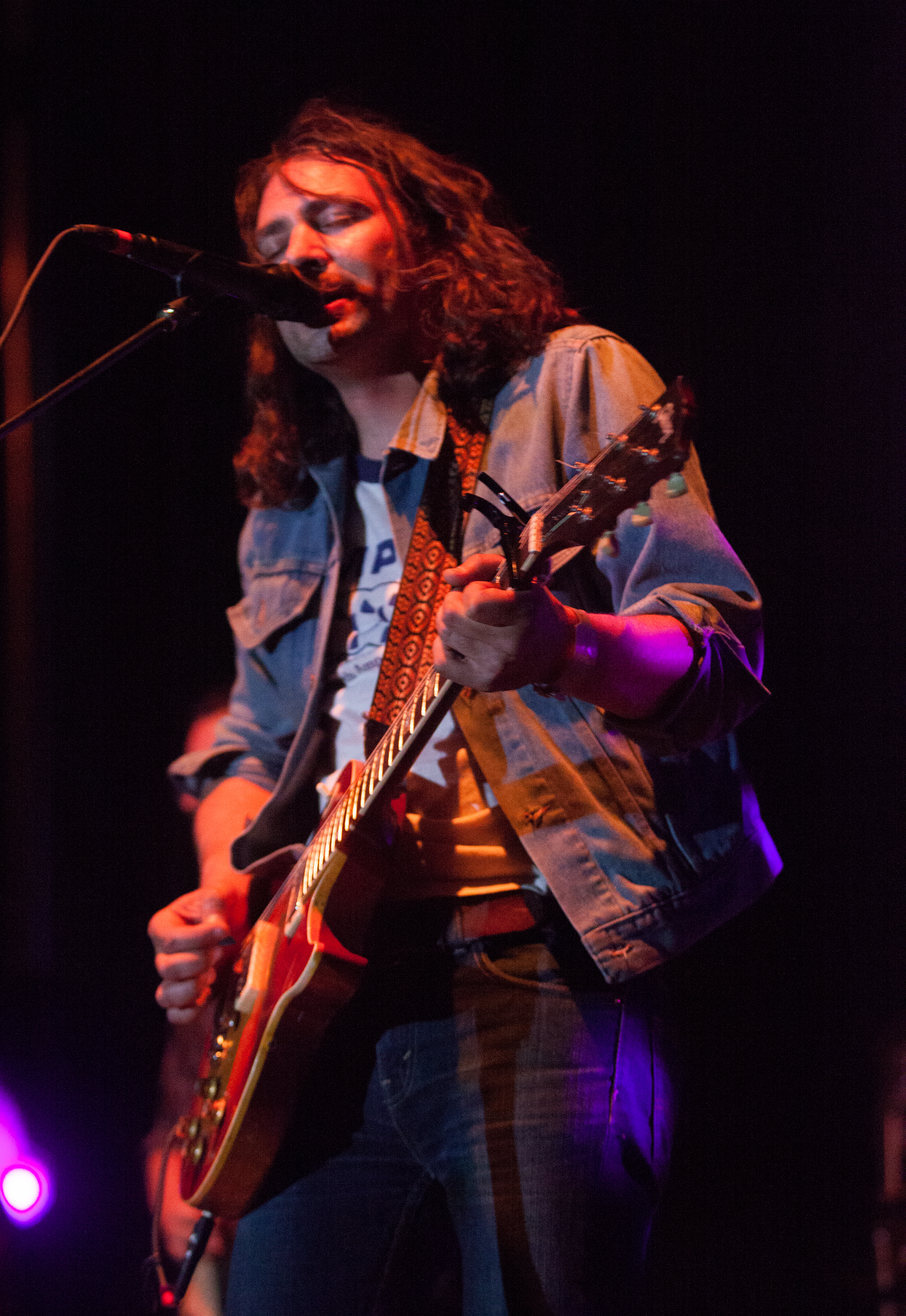
Wokalista The War on Drugs - Adam Granofsky, znany jako Adam Granduciel

## Historia
Zespół The War on Drugs został założony przez bliskich współpracowników: Adama Granduciela i Kurta Vile. Zespół wydał swój debiutancki album studyjny "Wagonwheel Blues" w 2008 roku. Vile odszedł wkrótce po jego wydaniu, aby skupić się na karierze solowej, a Granduciel był później jedynym stałym członkiem zespołu.

## Skład
- Adam Granduciel - wokal, gitara
- David Hartley - gitara basowa
- Robbie Bennett - instrumenty klawiszowe
- Charlie Hall - perkusja
- Jon Natchez - saksofon, instrumenty klawiszowe
- Anthony LaMarca - gitara
- Eliza Hardy Jones - perkusja, instrumenty klawiszowe

## Dyskografia

### Albumy studyjne
- Wagonwheel Blues (2008)
- Slave Ambient (2011)
- Lost in the Dream (2014)
- A Deeper Understanding (2017)
- I Don't Live Here Anymore (2021)[6]

### Minialbumy
- Barrel of Batteries (2007)
- Future Weather (2010)

## Nagrody

### Nagroda Grammy
- 2018 - Best Rock Album "A Deeper Understanding"[7]